# Nitra nad Ipľom
Nitra nad Ipľom és un poble i municipi d'Eslovàquia. Es troba a la regió de Banská Bystrica. La primera menció escrita de la vila es remunta al 1350.

## Demografia
| Godina             | 1994 | 2004    | 2014    | 2024   |
| ------------------ | ---- | ------- | ------- | ------ |
| Nombre de persones | 244  | 283     | 367     | 374    |
| Diferència         |      | +15,98% | +29,68% | +1,90% |

| Godina             | 2023 | 2024   |
| ------------------ | ---- | ------ |
| Nombre de persones | 375  | 374    |
| Diferència         |      | −0,26% |